# Petar Borota
Petar Borota (5. marts 1952 – 12. februar 2010) var en serbisk fodboldspiller, der spillede målmand.
Han begyndte at spille professionel fodbold i 1969. I løbet af de kommende år markerede han sig som en dygtig målmand, han spillede på det jugoslaviske U-21 landhold og tiltrak interesse fra større klubber. I slutningen af 1975, fik han kontrakt med FK Partizan.
I marts 1979 underskrev han kontrakt med Chelsea FC for 70.000 euro. Han fik sin debut mod Liverpool FC kampen endte uafgjort 0-0.
Han blev valgt som årets spiller i Chelsea i 1981. Han spillede i alt 114 kampe for klubben.
Han døde den 12. februar 2010 i Genova, Italien efter lang tids sygdom i en alder af 56 år.